# Джварі (храм Хреста)

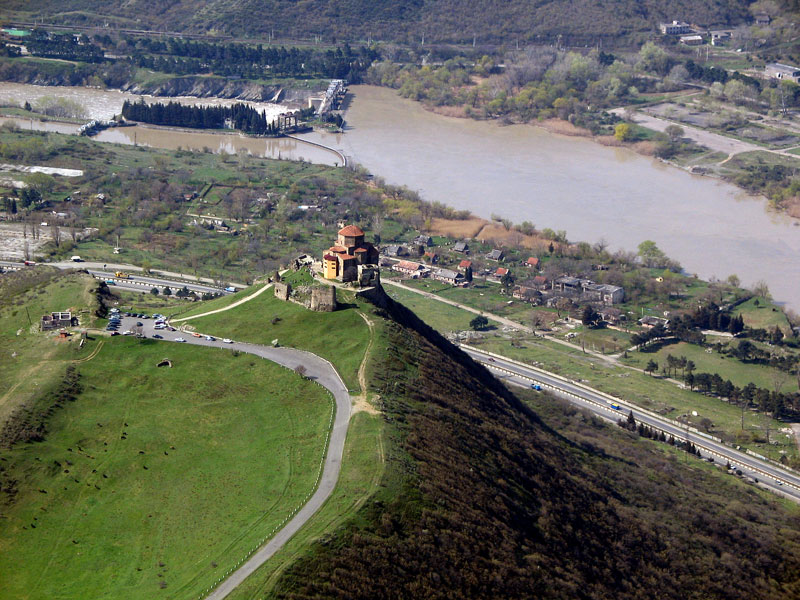
Джварі (храм Хреста)

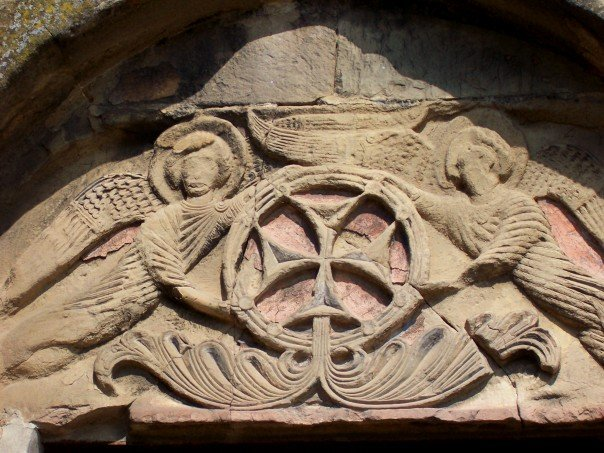
Барельєф на вході в храм.

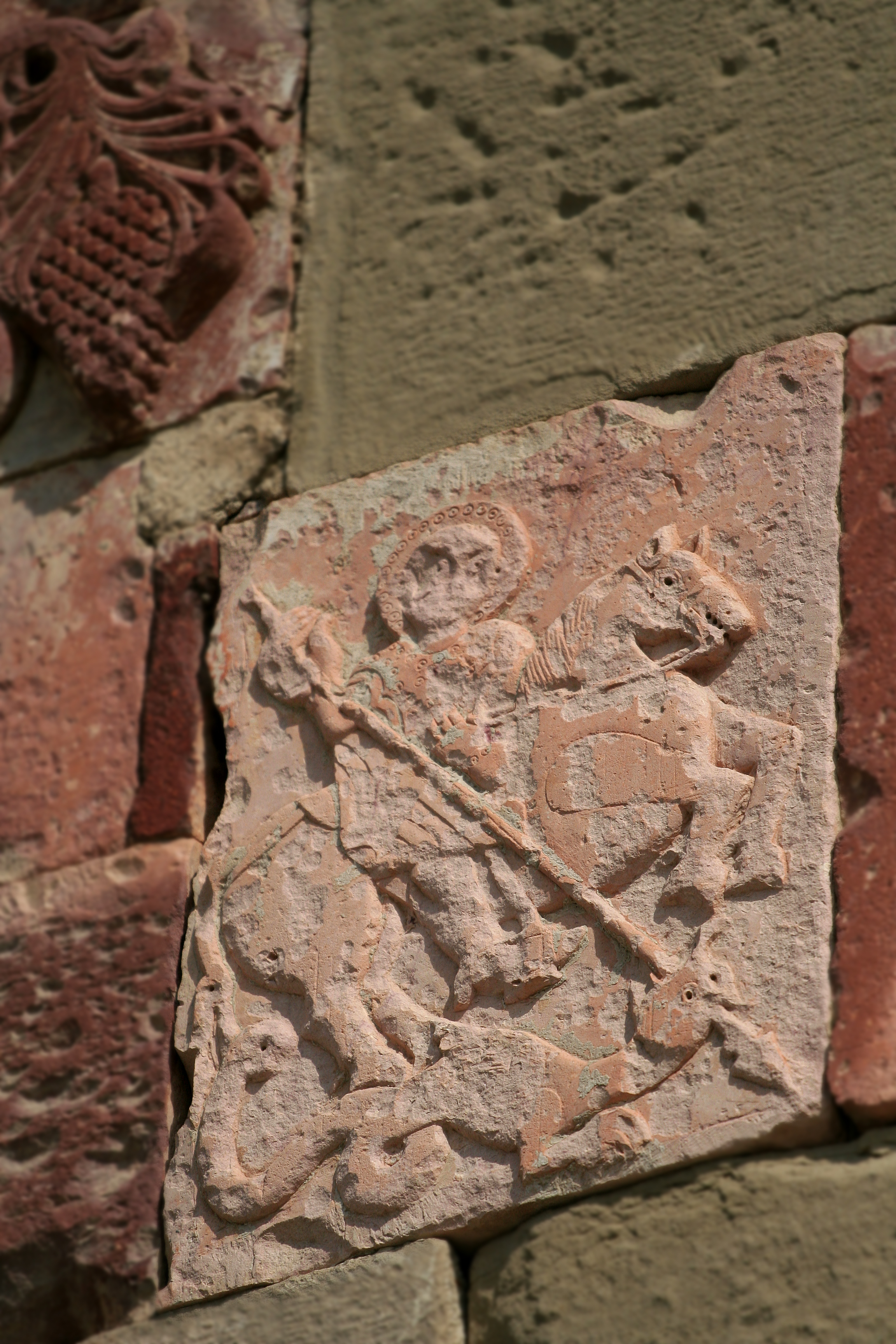
Барельєф у храмі, зображений святий Георгій Змієборець, покровитель Грузії.

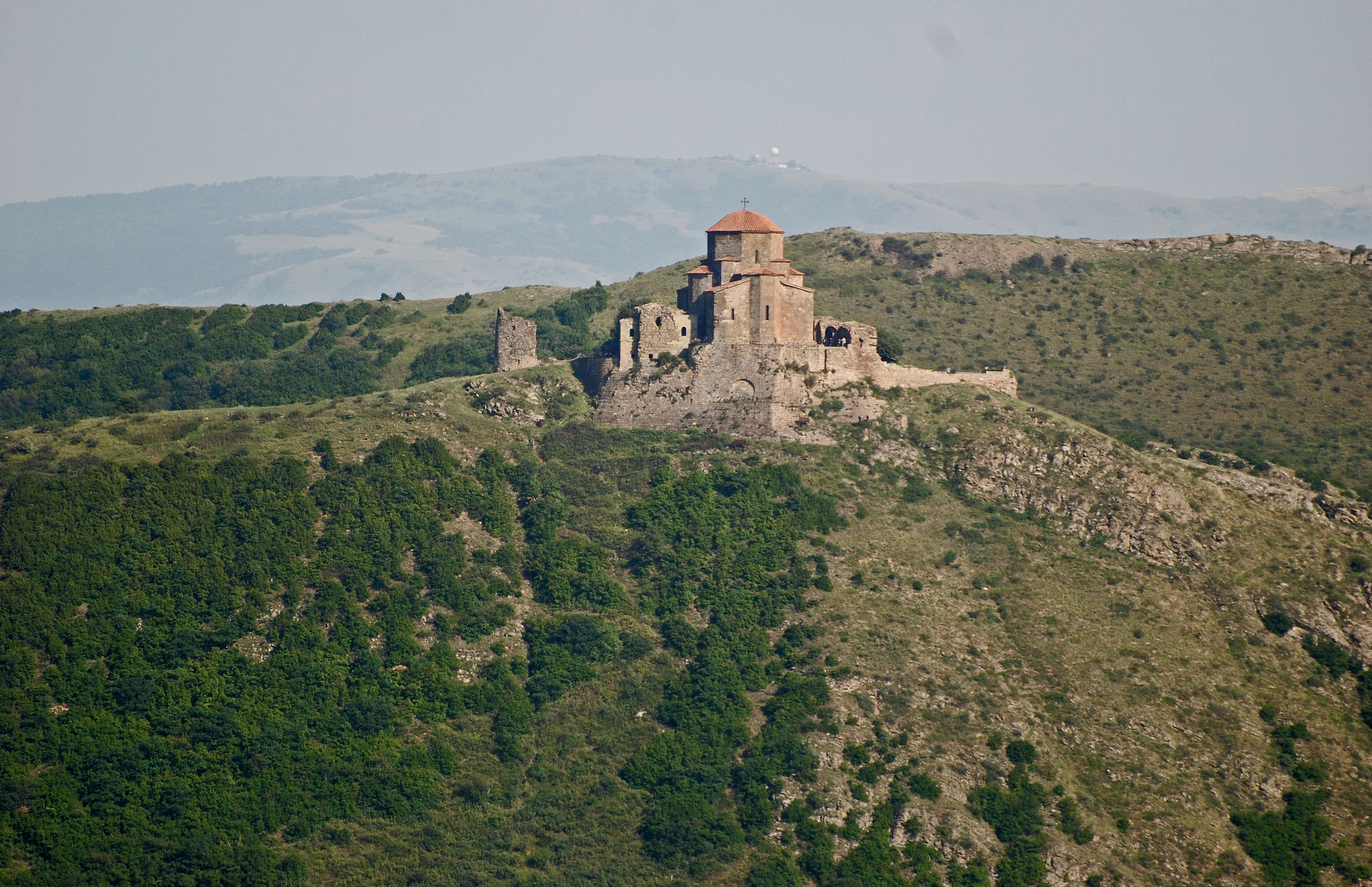
Джварі (храм Хреста)

Джварі (храм Хреста) (груз. ჯვარი, досл. «крест») — один з найдавніших християнських храмів Грузії. Розташований за 20 км від Тбілісі над містечком Мцхета. За переказами тут у IV ст. свята Ніно з тодішнім царем Грузії встановили перший хрест на території країни. В 1994 році внесений до списку об'ктів Світової спадщини ЮНЕСКО.

## Історія
У 545 на «хрестовій» горі вже стояв храм малого розміру; зараз він у руїнах. Більша церква у формі тетраконха (22 на 18,4 метрів) була споруджена в 590—604 рр. Можливо, її архітектором був Мікел Тхелі.
Споруджена на вершині скелястого масиву, церква служить його органічним завершенням і центром усього навколишнього ландшафту, єдність із ландшафтом підкреслена тим, що сам монастир співвідноситься з розміром скелі рівно 1 до 7. Форма храму є результатом тривалих пошуків грузинських зодчих, що відмовилися від форми базиліки, й шукали оптимальну форму центрального хрестового храму, з єдиним внутрішнім простором. Ці пошуки відбиті, наприклад, у храмі в Дзвелі-Гавазі в Кахетії, кафедральному соборі в Ніноцмінді.
Невеликого розміру храм у плані є вписаним у квадрат хрестом із напівкруглими абсидами на кінцях. Внутрішньо простір має домірність, ясність і чіткість. Завершений храм куполом на восьмигранному барабані.
Вигляд фасадів визначається гранованими абсидами із плоскими нішами. Східна й південна сторона храму прикрашені скульптурними рельєфами й орнаментами, на гранях вівтарної абсиди три рельєфи із зображеннями ктиторів. Орнамент добре підкреслює архітектурні форми храму.
Архітектурне рішення виділяється винятковою цілісністю, вписаністю в ландшафт. Купол на восьмигранному барабані став зразком для атенського Сіона (в горійському муніципалітеті) й інших кавказьких храмів, ставши символом середньовічної Грузії.

## Галерея

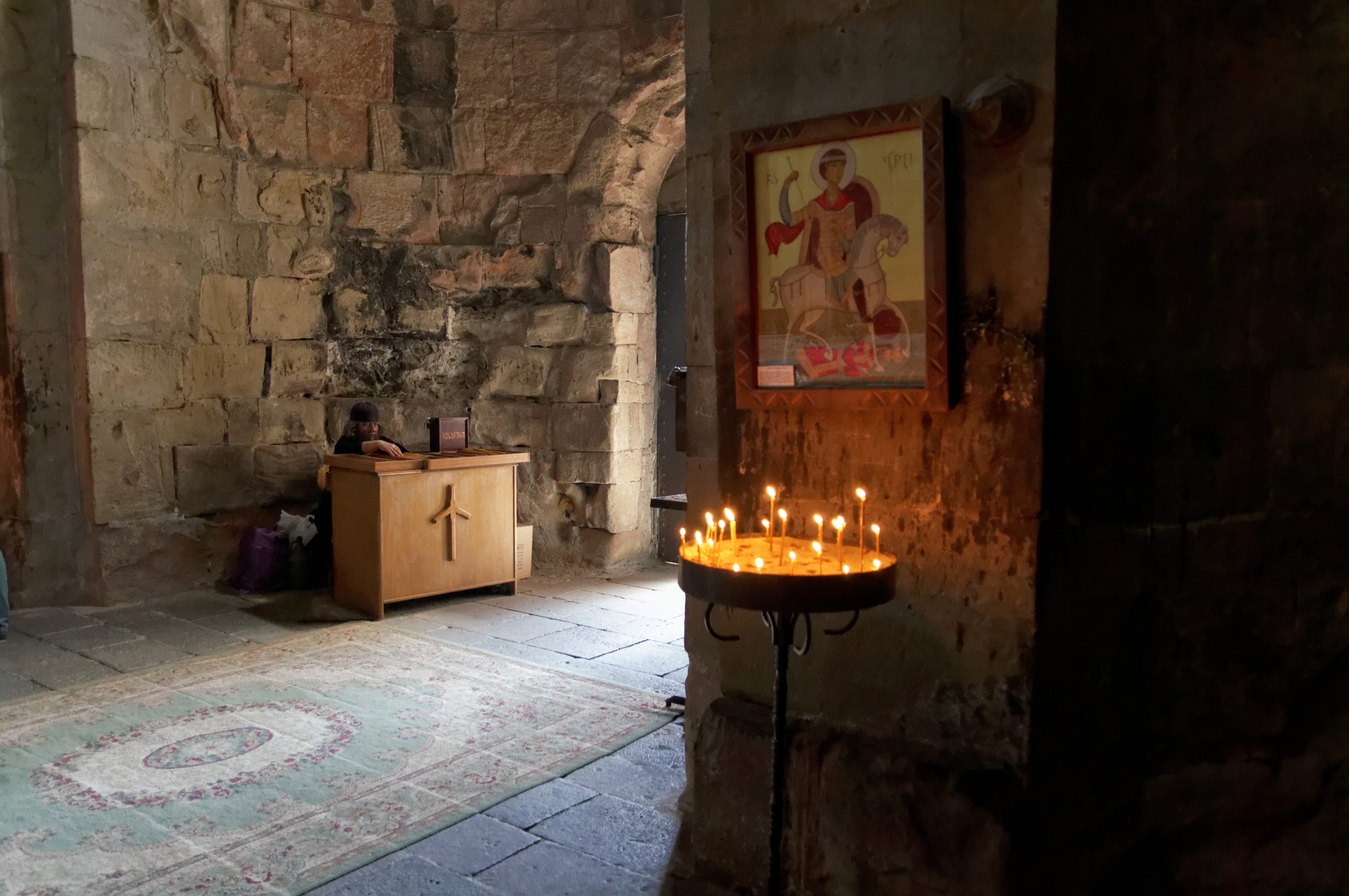
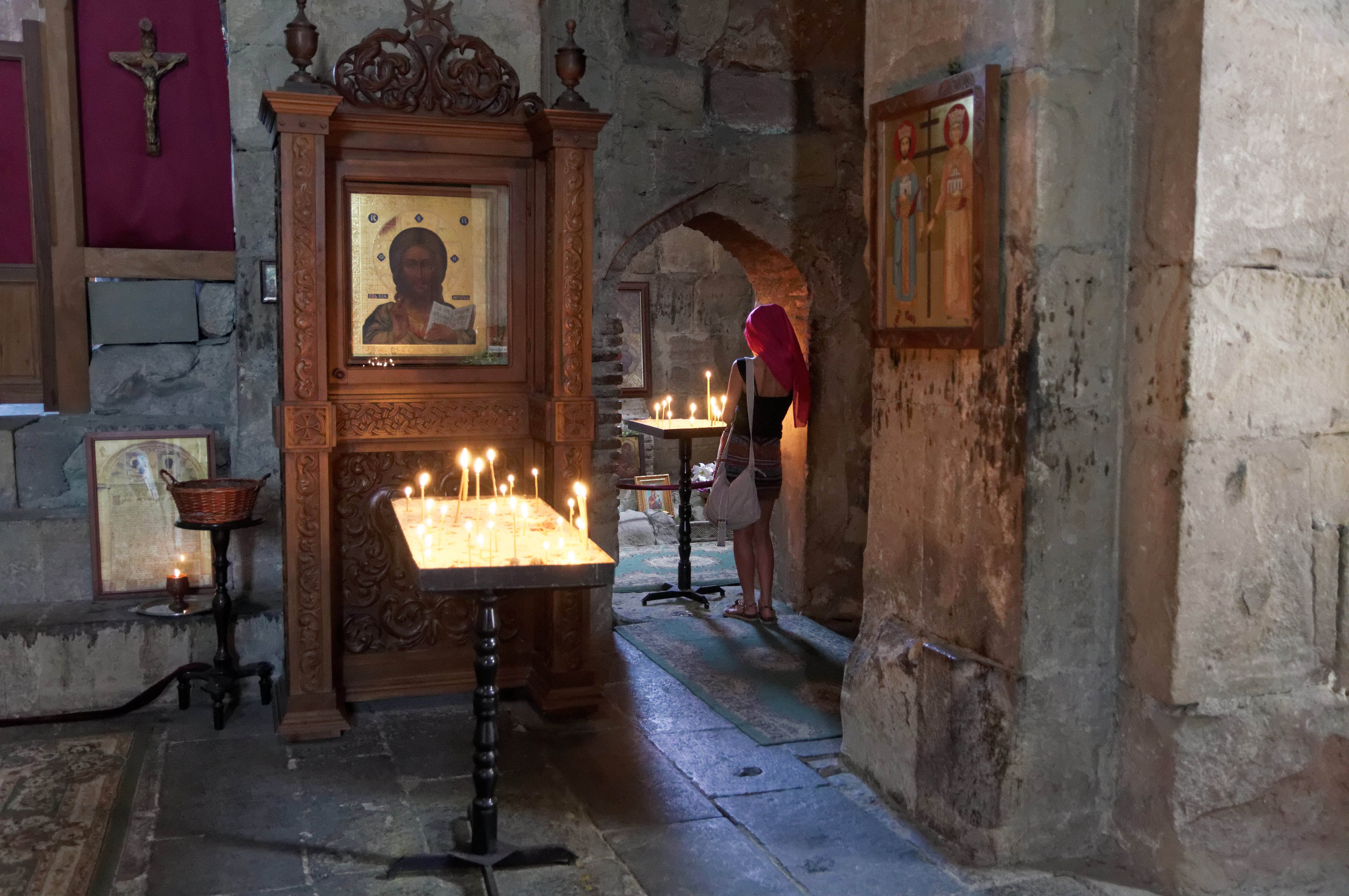
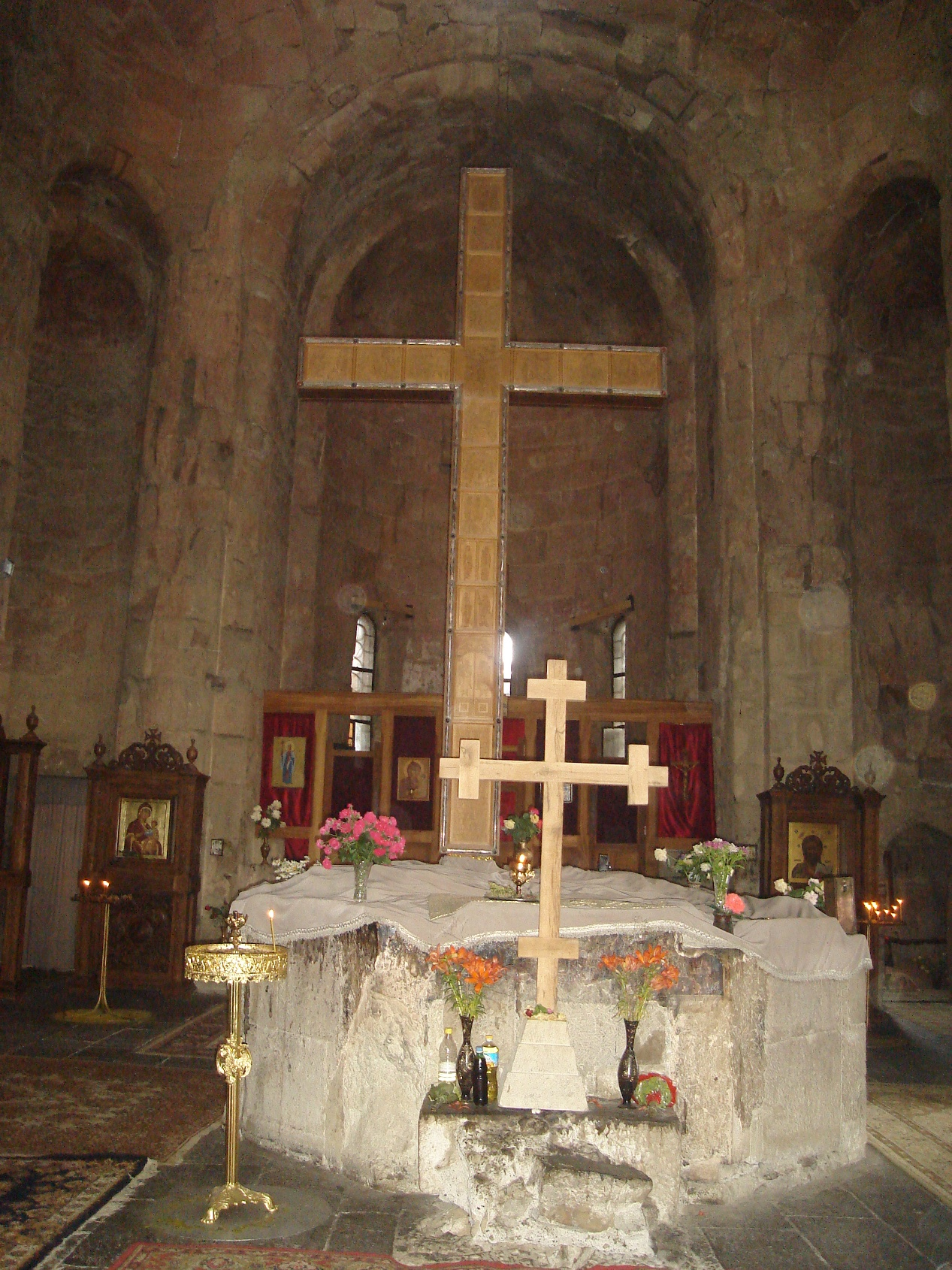
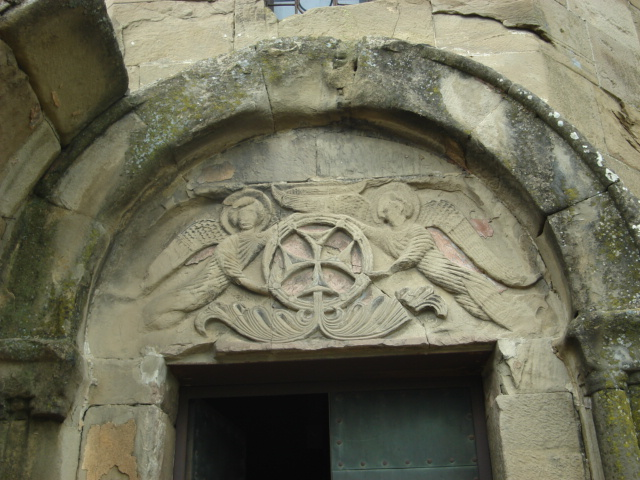
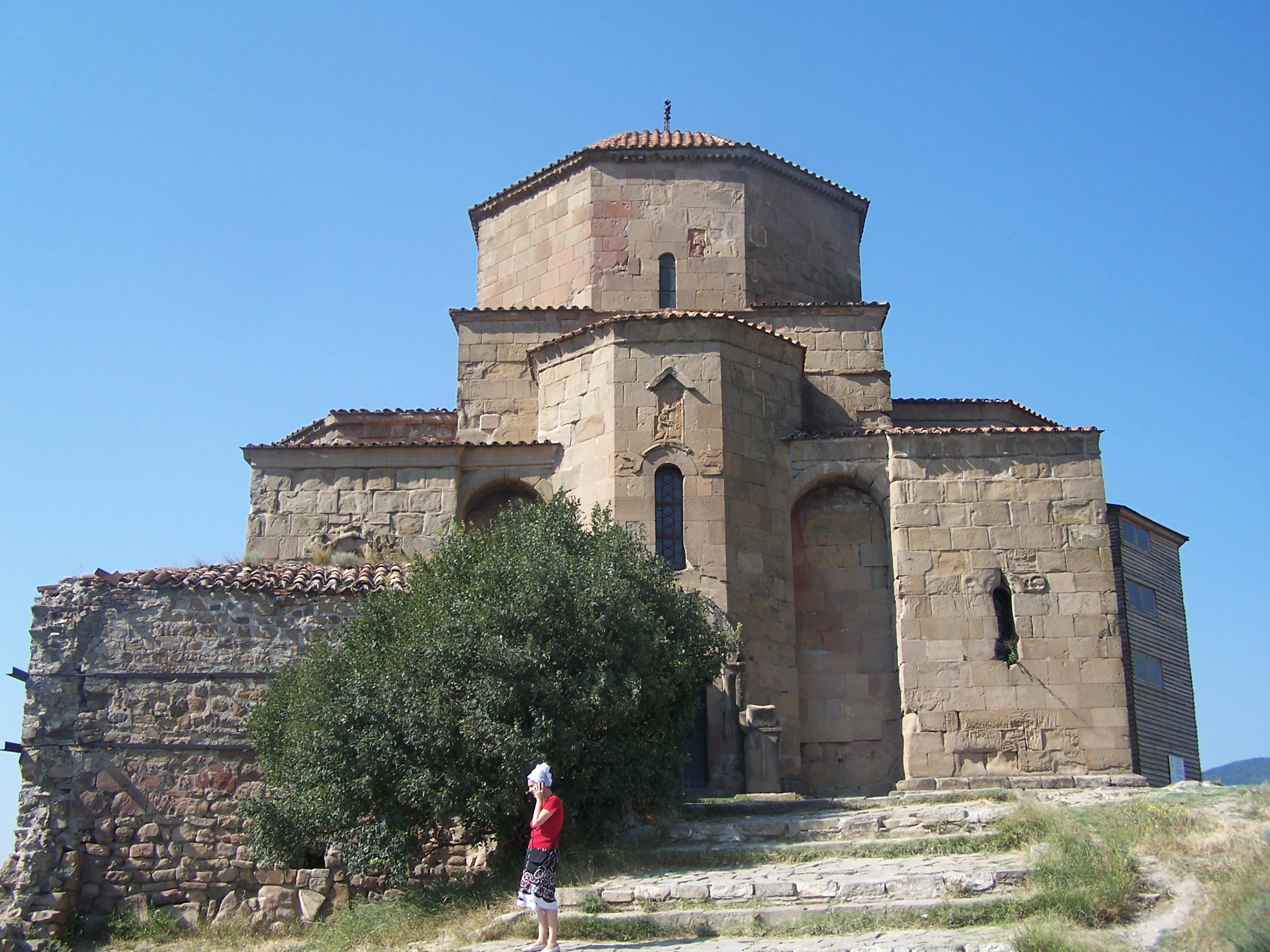
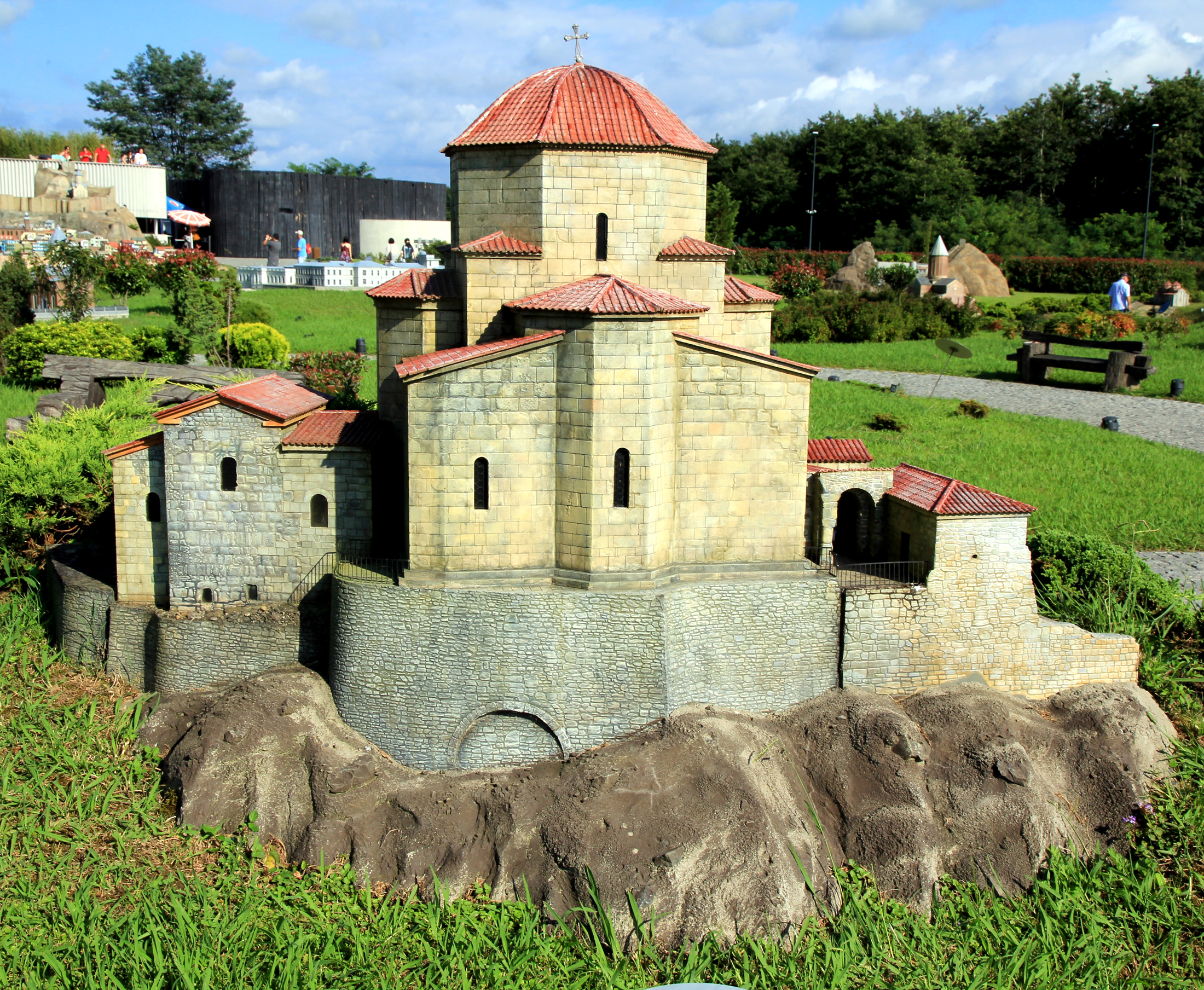

## Сьогодення
У 2004 Джварі був внесений у список Міжнародного фонду монументів, як один з 100, яким загрожує загибель, однак реставраційні роботи 2007 р. дозволили виключити його із цього списку. Тим часом, на стінах монастиря дотепер можна бачити варварські написи візитерів із усього СРСР за останні 60 років.